# Intel X58
英特尔X58（代号：Tylersburg）使用了LGA 1366插座和英特尔的IOH（I/O Hub）晶片組。X58的IOH通过QPI总線与Intel CPU互联，且通过DMI总線与ICH南桥互联。Nehalem微架构已內建记忆体控制器，因此X58並沒有记忆体控制器。X58晶片組支持第一代Intel Core i7 处理器 和使用LGA 1366插座的的至強處理器。